# Bagsværdfortet
Bagsværdfortet indgik i Københavns Landbefæstning. Fortet ligger sydøst for Bagsværd i Stengård Sogn. Det blev påbegyndt i 1892, grunden blev erhvervet 1. august 1892, og der blev afholdt licitation 2. august 1892, og betonarbejderne var færdige i august 1893. Fortet var i brug indtil fæstningens endegyldige nedlæggelse i 1920. Kaptajn Edvard Rambusch stod for opførelsen efter retningslinjer fra oberstløjtnant E.J. Sommerfeldt, der var fæstningens arkitekt.
Det er et kasematteret, betonstøbt trekantfort med tør grav, og det er magen til Gladsaxefortet. Fortet indgik i fortkæden på Nordfronten og skulle hindre en fjendtlig indtrængen mellem Gladsaxefortet og Lyngbyfortet. Fortets glacis, ene observationstårn og stormgitter er stadig intakt.
Som noget nyt i forhold til Fortunfortet blev der ved støbningen af fortets hvælvinger i etageadskillelsen og dækket anvendt Monier-konstruktion (jernbeton). Dette ses ved, at hvælvingerne i fortet er mere flade end hvælvingerne i f.eks. Fortunfortet. Forholdet mellem hvælvingernes buehøjde og buespænd er i Bagsværdfortet 1:10, hvor spændet i forter uden Monier-konstruktioner er 1:4. Med samme buehøjde gav Monier-konstruktionerne større rummelighed.
Fortet var bl.a. bestykket med 8 stk. 120 mm Haubitser. Fire var anbragt i forsvindingstårne på fortdækket, de øvrige fire skulle bestryge fortets grav med 2 i struben og 2 i kaponieren. De fire haubitser til dækning af graven kunne også anvendes til beskydning af terrænet omkring fortet.
I forbindelse med byggeriet blev der etableret et jernbanespor til transport af byggematerialer og fortets bestykning fra Lyngby Station. Jernbanesporet gik forbi Lyngbyfortet via Bagsværdfortet til Gladsaxefortet.

## Galleri
- Bagsværdfortet, monogram
- Bagsværdfortet, struben
- Bagsværdfortet, saillantkaponieren
- Bagsværdfortet, Observatørens sæde i tårnet

- Tegning af Bagsværdfortet
- Situationsplan for Bagsværdfortet
- Tegningsbilag med fortets Monier-konstruktioner
- Tegningsbilag med fortets Monier-konstruktioner
- Matrikelkort med midlertidig jernbanes linieføring

## Ekstern henvisning
- Bagsværdfortet Arkiveret 11. marts 2007 hos  Wayback Machine
- Københavns Befæstning 1880-1920
- Bagsværdfortet Arkiveret 21. januar 2013 hos  Wayback Machine

55°45′12.53″N 12°28′11.95″Ø / 55.7534806°N 12.4699861°Ø